# Pycnocoma macrophylla
Pycnocoma macrophylla är en törelväxtart som beskrevs av George Bentham. Pycnocoma macrophylla ingår i släktet Pycnocoma och familjen törelväxter. Inga underarter finns listade i Catalogue of Life.